# Marót Sándor
Marót Sándor (1916-ig Rosenberg; Arad, 1884. július 4. – Auschwitz, 1944. június) zsidó származású romániai magyar író, szerkesztő.

## Élete és munkássága
Tanulmányait szülővárosában és Budapesten végezte. Hírlapírói tevékenységét 1904-ben még eredeti családi nevén az Arad és Vidéke című napilapnál kezdte. 1906-tól a debreceni Független Újság segédszerkesztőjeként dolgozott. Visszatérve Aradra Aradi Tükör címmel lapot szerkesztett Sulik Kálmánnal. Ezzel egy időben a  Kölcsey Egyesületben is tevékenykedett. 1919-től Nagyváradon a Szabadság szerkesztője volt, a lap és a Nagyvárad egyesülése után utóbbi napilap felelős szerkesztőjeként tevékenykedett.
Művelődési tevékenységét értékelve a Szigligeti Társaság társelnökévé választotta. Szerepet vállalt a helybeli Újságíró Egyesület és a Romániai Kisebbségi Újságírók Országos Szövetsége vezetésében is. Örök tűz című darabját Aradon, Egérfogó című szatirikus színművét pedig Nagyváradon és Kolozsváron sikerrel mutatták be. A formabontó epika egyik művelője volt. Koporsóban című novellája a Magyar Szóban jelent meg 1919-ben, újraközölte A Magyar Szó, Tavasz 1919-1920 Antológiában (1971) Kovács János.

## Főbb munkái
- Nincs halál (elbeszélések, színdarab, Nagyvárad, 1924)
- A befelé néző ember (Nagyvárad, 1927)
- Világ ablaka (esszék, Nagyvárad, 1938)
- Napfény és felleg egy város felett (aradi emlékek, Nagyvárad, 1940)
- Szivárvány (hely- és évjelzés nélkül)